# Joe Hisaishi
Joe Hisaishi (jap. 久石 譲 Hisaishi Jō), właśc. Mamoru Fujisawa (jap. 藤澤 守 Fujisawa Mamoru; ur. 6 grudnia 1950 w Nakano) – japoński pianista, kompozytor, aranżer i producent.
Twórca ponad 100 ścieżek filmowych i albumów, począwszy od 1981 roku. Napisał muzykę m.in. do wielu filmów takich twórców, jak Takeshi Kitano i Hayao Miyazaki, a także wyreżyserował film Quartet. Jako uznany pianista nagrywał m.in. z Londyńską Orkiestrą Filharmoniczną i włoską Orchestra Città di Ferrara.

## Dyskografia
- Mononoke-hime (1997)
- Hana-bi (1998)
- Sen to Chihiro no kamikakushi (2001)
- Hauru no ugoku shiro (2004)
- Okuribito (2008)

## Filmografia
- Świat Talizmanu (Bāsu, 1984)
- Mój sąsiad Totoro (Tonari no Totoro, 1988)
- Podniebna poczta Kiki (Majo no takkyūbin, 1989)
- Scena nad morzem (Ano natsu, ichiban shizukana umi, 1991)
- Sonatine (1993)
- Powrót przyjaciół (Kizzu ritān, 1996)
- Hana-bi (1997)
- Księżniczka Mononoke (1997)
- Kikujiro (Kikujirō no natsu, 1999)
- Brother (2000)
- Tomcio Paluch (Le Petit poucet) (2001)
- Spirited Away: W krainie bogów (Sen to Chihiro no kamikakushi, 2001)
- Lalki (Dōruzu, 2002)
- Ruchomy zamek Hauru (Hauru no ugoku shiro, 2004)
- Welkkeom tu Dongmakgol (2005)
- Sunni i słoń (Sunny et l’Éléphant, 2008)